# Théorie de la fonctionnelle de la densité sans orbitales
En chimie numérique, la théorie fonctionnelle de la densité sans orbitale est une approche de la mécanique quantique pour la détermination de la structure électronique basée sur les fonctionnelles de la densité électronique. D'un point de vue théorique, cette méthode utilise des notions introduites dans le modèle Thomas-Fermi, en particulier la façon d'approcher l'énergie cinétique par une fonctionnelle de la densité. La théorie de la fonctionnelle de la densité sans orbitales est, à l'heure actuelle, moins précise que les modèles de la théorie de la fonctionnelle de la densité de Kohn-Sham, mais a l'avantage d'être rapide, de sorte qu'elle peut être appliquée à de grands systèmes.

## Énergie cinétique des électrons
Les théorèmes de Hohenberg-Kohn  garantissent que, pour un système d'atomes, il existe une fonctionnelle de la densité électronique qui donne l'énergie totale. La minimisation de cette fonctionnelle par rapport à la densité donne la densité de l'état fondamental à partir de laquelle toutes les propriétés du système peuvent être obtenues. Bien que les théorèmes de Hohenberg-Kohn nous disent qu'une telle fonctionnelle existe, ils ne nous donnent pas d'indications sur la façon de la trouver. En pratique, la fonctionnelle densité est connue exactement à l'exception de deux termes. Ce sont l'énergie cinétique électronique et l'énergie d'échange - corrélation. L'absence de la véritable fonction d'échange-corrélation est un problème bien connu en théorie de la fonctionnelle de la densité (DFT), et il existe une grande variété d'approches pour approximer cette composante cruciale.
En général, il n'y a pas de forme connue pour l'énergie cinétique d'interaction {\displaystyle T_{S}} en termes de densité électronique. En pratique, au lieu de dériver des approximations pour l'énergie cinétique en interaction, beaucoup d'efforts ont été consacrés à la dérivation d'approximations pour l'énergie cinétique sans interaction ( Kohn-Sham ), qui est définie (en unités atomiques) à partir des orbitales
{\displaystyle T_{s}=\sum _{i}-{\frac {1}{2}}\langle \phi _{i}|\nabla ^{2}|\phi _{i}\rangle ,}
où {\displaystyle |\phi _{i}\rangle } est la i -ième orbitale de Kohn-Sham. La somme est effectuée sur toutes les orbitales de Kohn-Sham occupées. L'une des premières tentatives pour trouver une expression de  {\displaystyle T_{s}} sans faire intervenir les orbitales (avant même la formulation du théorème de Hohenberg-Kohn) était le modèle de Thomas-Fermi, qui a écrit l'énergie cinétique comme 
{\displaystyle E_{\text{TF}}={\frac {3}{10}}(3\pi ^{2})^{\frac {2}{3}}\int [n(\mathbf {r} )]^{\frac {5}{3}}\,d^{3}r.}
Cette expression est basée sur le gaz d'électrons homogène et, par conséquent, n'est pas très précise pour la plupart des systèmes physiques. Trouver des fonctionnelles de l'énergie cinétique, fonction de la densité, plus précises est au centre de recherches en cours. En formulant l'énergie cinétique de Kohn-Sham en termes de densité électronique, on évite de diagonaliser l'hamiltonien de Kohn-Sham pour la résolution des orbitales de Kohn-Sham, économisant ainsi le coût de calcul. Comme aucune orbitale de Kohn-Sham n'est impliquée dans la théorie fonctionnelle de la densité sans orbitales, il suffit de minimiser l'énergie du système par rapport à la densité électronique.